# Episodi di Pianeta Terra - Cronaca di un'invasione (quinta stagione)
La quinta e ultima stagione della serie televisiva Pianeta Terra - Cronaca di un'invasione, composta da 22 episodi, è stata trasmessa in syndication dal 1º ottobre 2001 al 13 maggio 2002.
In Italia la stagione è stata trasmessa dal canale Jimmy dal 12 giugno 2008 all'11 luglio 2008.
| nº | Titolo originale  | Titolo italiano        | Prima TV USA     | Prima TV Italia |
| -- | ----------------- | ---------------------- | ---------------- | --------------- |
| 1  | Unearthed         | Portati alla luce      | 1º ottobre 2001  | 12 giugno 2008  |
| 2  | Pariahs           | Paria                  | 8 ottobre 2001   | 13 giugno 2008  |
| 3  | The Seduction     | La seduzione           | 15 ottobre 2001  | 16 giugno 2008  |
| 4  | Subterra          | Sottoterra             | 22 ottobre 2001  | 17 giugno 2008  |
| 5  | Boone's Awakening | Il ritorno di Boone    | 29 ottobre 2001  | 18 giugno 2008  |
| 6  | Termination       | La dottoressa Morte    | 5 novembre 2001  | 19 giugno 2008  |
| 7  | Guilty Conscience | Senso di colpa         | 12 novembre 2001 | 20 giugno 2008  |
| 8  | Boone's Assassin  | Il ritorno di Zo'or    | 19 novembre 2001 | 23 giugno 2008  |
| 9  | Entombed          | Sepolto                | 26 novembre 2001 | 24 giugno 2008  |
| 10 | Legacy            | La stirpe degli Avatus | 14 gennaio 2002  | 25 giugno 2008  |
| 11 | Death Suite       | La suite della morte   | 21 gennaio 2002  | 26 giugno 2008  |
| 12 | Atavus High       | Il mito degli Avatus   | 28 gennaio 2002  | 27 giugno 2008  |
| 13 | Deep Sleep        | Coma profondo          | 4 febbraio 2002  | 30 giugno 2008  |
| 14 | Art of War        | L'arte della guerra    | 11 febbraio 2002 | 1º luglio 2008  |
| 15 | Grave Danger      | Tomba pericolosa       | 18 febbraio 2002 | 2 luglio 2008   |
| 16 | Deportation       | Deportazione           | 25 febbraio 2002 | 3 luglio 2008   |
| 17 | Honour and Duty   | L'onore e il dovere    | 8 aprile 2002    | 4 luglio 2008   |
| 18 | Bad Genes         | Cattiva genetica       | 15 aprile 2002   | 7 luglio 2008   |
| 19 | Subversion        | La sovversione         | 22 aprile 2002   | 8 luglio 2008   |
| 20 | Street Wise       | La saggezza di Street  | 29 aprile 2002   | 9 luglio 2008   |
| 21 | The Journey       | Il viaggio             | 6 maggio 2002    | 10 luglio 2008  |
| 22 | Final Conflict    | Conflitto finale       | 13 maggio 2002   | 11 luglio 2008  |